# Ewan MacColl
Pour les articles homonymes, voir James Miller, MacColl et Miller.
James Henry Miller, dit Ewan MacColl (25 janvier 1915 - 22 octobre 1989), est un chanteur britannique engagé,  compositeur, communiste, éditeur, acteur, poète et écrivain dramatique. Il est le père de la chanteuse Kirsty MacColl.

## Biographie
Il est né à Salford, dans le Lancashire en Angleterre, de parents écossais. Il quitte l'école en 1929 et rejoint les Jeunesses Communistes ainsi qu'une troupe de comédiens amateurs, les Clarion Players. Il commence sa carrière d'écrivain en produisant des textes humoristiques destinés à des journaux affiliés au parti communiste de Grande-Bretagne.
En 1932, les services secrets du Royaume-Uni (le MI5) ouvrent un dossier à son nom. Pendant quelque temps, la Special Branch surveille son domicile à Manchester. Certaines de ses chansons sont alors interdites à la radio et sa femme, l'actrice Joan Littlewood, ne peut entrer à la BBC.
MacColl s'engage dans l'armée en juillet 1940 mais déserte en décembre. On ne connaît pas les raisons de sa désertion ni celles pour lesquelles il n'est pas poursuivi lorsqu'il réapparaît après la guerre.

## Le théâtre
En 1931 il fonde, avec quelques membres des Clarion Players un groupe d'acteurs engagés, les Red Megaphones. En 1934 ils deviennent le Theatre of Action. C'est là qu'il rencontre sa femme.
En 1936 ils tentent en vain de s'installer à Londres mais doivent repartir sur Manchester où ils créent le Theatre Union. En 1940, une représentation de The Last Edition (« La dernière édition »), un « journal vivant », est interrompue par la police. Les acteurs sont interdits pendant deux ans pour « violation de la paix » (breach of the peace). La troupe est dissoute.
En 1946, ils reforment une troupe, le Theatre Workshop (« l'atelier théâtral »). Ils passent les années suivantes en tournée, essentiellement dans le nord de l'Angleterre. C'est à cette époque que Jimmie Miller prend le nom d'Ewan MacColl. Dans la troupe, Ewan MacColl écrit les pièces et assure la direction artistique. La troupe est pauvre mais acquiert une renommée.

## La musique
À cette époque, Ewan MacColl s'enthousiasme pour la musique folk. En 1953, le Theatre Workshop décide de s'installer à Stratford près de Londres. MacColl, qui s'y oppose, quitte la troupe et se concentre sur sa production et ses représentations en tant que folk musician. Il signe avec la maison d'édition Topic Records et sort The Asphalter's song sous ce label.
Il participe aussi au collectage de ballades traditionnelles. De cette musique il a enregistré une centaine d'albums, beaucoup avec la participation d'un autre collecteur et chanteur, A. L. Lloyd. Ils ont enregistré une série de huit disques des Child Ballads (en) (ensemble de 305 chansons traditionnelles anglaises et écossaises recueillies par F. J. Child à la fin du XIXe siècle). MacColl a aussi enregistré plusieurs albums avec le chanteur et compositeur irlandais Dominic Behan.
En tout il a composé plus de 300 chansons, dont certaines ont été reprises par des artistes aussi divers que Planxty, the Dubliners, Dick Gaughan, the Clancy Brothers, Elvis Presley, Wedding Parties Anything, Johnny Cash, Hugues Aufray et Gilles Servat.
Sa composition la plus célèbre est la chanson Dirty Old Town, écrite dans sa maison de Salford dans le Lancashire. Destinée à faire l'intermède entre deux changements de décor dans sa pièce Landscape with Chimneys, cette chanson a acquis une popularité telle qu'elle fait partie du répertoire classique des chanteurs de folksong. On peut citer The Spinners en 1964, The Dubliners en 1968, Rod Stewart en 1969, les Pogues en 1985, Simple Minds en 2003 et Black Rebel Motorcycle Club en 2010. En France, la chanson est reprise par Hugues Aufray avec des paroles françaises nouvelles sous le titre "Chacun sa mer" et par Gilles Servat avec des paroles proches de l'original : Vieille ville de merde.
Ewan McColl a composé quantité de chansons reprises par de nombreux artistes. Pour Martin Chilton du Telegraph, les meilleures d'entre elles sont Dirty Old town (1956) reprise par les Pogues, The First Time I Saw Your Face (1958) reprise par Roberta Flack, Ballad of Accounting (1964) reprise par Karan Casey, Sweet Thames, Flow Softly (1968) reprise par Christy Moore, Shoals of Herring (1959) reprise par Martin Carthy, Moving on Song (1964) reprise par Dave Burland (en), Jamie Foyers (1966) reprise par Dick Gaughan, The Father's Song (1968) reprise par Dick Gaughan, The Manchester Rambler (1932) reprise par The Dubliners, Green ISland (1990) reprise par Christy Moore et Schooldays End (1960) reprise par Dick Gaughan.

## Discographie
Ewan MacColl et Peggy Seeger :
- Popular Scottish Songs (1960)
- Classic Scots Ballads (1961)
- Chorus From The Gallows (1961)
- Jacobite Songs – The Two Rebellions 1715 and 1745 (1962)
- Steam Whistle Ballads (1964)
- The Amorous Muse (1966)
- The Manchester Angel (1966)
- The Long Harvest 1 (1966)
- The Long Harvest 2 (1967)
- The Long Harvest 3 (1968)
- The Angry Muse (1968)
- The Long Harvest 4 (1969)
- The Long Harvest 5 (1970)
- The World Of Ewan MacColl And Peggy Seeger (1970)
- The Long Harvest 6 (1971)
- The Long Harvest 7 (1972)
- The World Of Ewan MacColl And Peggy Seeger Vol. 2 - Songs from Radio Ballads (1972)
- The Long Harvest 8 (1973)
- The Long Harvest 9 (1974)
- The Long Harvest 10 (1975)
- Saturday Night at The Bull and Mouth (1977)
- Cold Snap (1977)
- Hot Blast (1978)
- Blood and Roses (1979)
- Kilroy Was Here (1980)
- Blood and Roses 2 (1981)
- Blood and Roses 3 (1982)
- Blood and Roses 4 (1982)
- Blood and Roses 5 (1983)
- Freeborn Man (1983) [reissued 1989]
- Daddy, What did You Do in The Strike? (1984) [cassette mini-album]
- Items of News (1986)
- White Wind, Black Tide - Anti-Apartheid Songs (1986) [cassette album]